# 帯広市立栄小学校
帯広市立栄小学校（おびひろしりつ さかえしょうがっこう）は、北海道帯広市にある公立小学校。

## 沿革
- 1971年（昭和46年）
  - 9月1日 - 帯広市立栄小学校の設立が認可され、北栄小学校で開校式挙行[1]。開校時は、6学級180名。
  - 12月8日 - 第1期工事完了（教室6他）し、落成式挙行。
- 1972年（昭和47年）
  - 4月1日 - 通学区域変更、15学級編制となる。
  - 12月9日 - 第2期工事完了（教室・管理棟）。
- 1973年（昭和48年）7月13日 - 屋内体育館竣工。
- 1974年（昭和49年）12月17日 - 第3期工事完了（普通教室3他）。
- 1975年（昭和50年）7月14日 - プール完成、プール開き。
- 1976年（昭和51年）
  - 9月12日 - 開校5周年記念式典挙行。
  - 12月6日 - 第4期工事完了（普通教室）。
- 1978年（昭和53年）12月4日 - 第5期工事完了（普通教室）。
- 1980年（昭和55年）12月3日 - 第6期工事完了（特別教室）。
- 1981年（昭和56年）10月11日 - 開校10周年記念式典挙行。
- 1983年（昭和58年）4月1日 - 通学区域変更により、啓北小学校を分離[1]。
- 1984年（昭和59年）4月1日 - 通学区域変更により、西小学校の一部を編入。
- 1986年（昭和61年）9月28日 - グラウンド北側の築山完成。
- 1991年（平成3年）9月1日 - 開校20周年記念式典挙行。
- 2001年（平成13年）9月2日 - 開校30周年記念集会挙行。
- 2002年（平成14年）11月29日 - グラウンド改良補修完了。
- 2007年（平成19年）
  - 3月27日 - 情緒学級新設、プレールーム改修工事。
  - 10月1日 - 「栄っ子ふれあい広場」開始。
- 2008年（平成20年）
  - 3月31日 - 栄児童保育センターが校舎内に移転し、開所。
  - 6月25日 - メール等配信による集団下校訓練実施。
  - 10月19日 - 第1回栄音楽文化祭開催。
- 2010年（平成22年）
  - 1月13日 - この日と翌14日の2日間にわたり、栄キッズ第1回冬休み教室開催（以後毎年開催）。
  - 7月26日 - この日と翌27日の2日間にわたり、栄キッズ第1回夏休み教室開催（以後毎年開催）。
- 2012年（平成24年）
  - 3月12日 - 新体育館落成集会開催。
  - 9月19日 - 開校40周年記念演奏会開催。
  - 11月17日 - 開校40周年記念式典挙行。
- 2013年（平成25年）
  - 7月23日 - 新校舎引き渡し。
  - 8月20日 - 新校舎（現在の校舎）が落成し、使用を開始する[1]。
- 2014年（平成26年）10月23日 - 前庭オープニングセレモニー挙行。
- 2018年（平成30年）9月6日 - 3時08分頃に発生した北海道胆振東部地震によるブラックアウト（停電）により臨時休校（翌7日まで）。
- 2020年（令和2年）
  - 2月27日 - 新型コロナウイルス感染症に伴う知事要請により臨時休業（3月4日まで）。
  - 3月4日 - 臨時休業措置が25日まで延期された。
  - 3月25日 - 卒業証書授与式を挙行したが、卒業生と教職員のみの式挙行となった。

## 児童数
| 学年 | 1年 | 2年 | 3年 | 4年 | 5年 | 6年 | 特別支援    | 合計 |
| ---- | --- | --- | --- | --- | --- | --- | ----------- | ---- |
| 学級 | 2   | 2   | 2   | 2   | 2   | 2   | 7           | 19   |
| 児童 | 65  | 62  | 77  | 71  | 69  | 76  | 48 （内数） | 420  |

- 2020年（令和2年）5月1日現在[4]。

## 進学先中学校
- 帯広市立帯広第一中学校
- 帯広市立西陵中学校
  - 2021年（令和3年）4月1日時点[5]

## 通学区域
下記帯広市のホームページを参照。
- 通学区域（都市部） (PDF)  - 帯広市
  - 具体的な区域（地区名・地番など）は、帯広市教育委員会まで要問い合わせ。

## アクセス
- JR北海道根室本線柏林台駅から、徒歩約610m・約10分。
- なお、国道241号線上には、北海道拓殖バス「柏林台駅前」バス停（学校から徒歩約300mの場所）があるが、平日7時台の音更高校行の片方向1本のみの運行。

## 著名な出身者
- 柏木真介 - バスケットボール選手
- 清水宏保 - 元スピードスケート選手、スポーツキャスター、タレント